# Nucli històric de Salomó
El nucli històric de Salomó és una zona de Salomó (Tarragonès) protegida com a Bé Cultural d'Interès Local.

## Descripció
Salomó està format per tres nuclis de població: el nucli central, configurat a partir del que fou el nucli antic, el raval de Cal Toni i la urbanització del mas Boronat.
Les primeres descripcions que hi ha de la vila provenen dels capbreus escripturats entre els segles xvi i XVIII.
En aquestes descripcions es definia un nucli original delimitat per una muralla perimetral que vindria a ser la zona delimitada pel torrent, el carrer Prat de la Riba i el carrer Nou, hi havia dues portes al carrer Vilafranca (actualment carrer Josep Nin) una a cada extrem.
Als segles xviii i xix s'amplia cap als carrers que són carrer del Nord, carrer del Sant Crist, carrer Sant Antoni i carrer Lluís Millet.
A finals del segle xix principis del segle XX s'amplia l'actual carrer Sant Francesc, el carrer Joan Maragall i el passatge 10 d'octubre.
Tot aquest conjunt d'ampliacions del que era el nucli original de Salomó formarien l'actual nucli antic.

## Història
Salomó es va formar a l'edat mitjana, quan per motius de la reconquesta es repobla la zona.
Les primeres notícies documentades daten de finals del segle X i a principis del segle xi, però la primera referència escrita és de 1254. El nucli antic el formarien el nucli original que existia als segles xvi i XVII i les zones annexades fins a principis del segle xx.